# Thulêan Mysteries
Thulêan Mysteries – dwunasty album studyjny norweskiego blackmetalowego projektu Burzum. Wydawnictwo ukazało się 13 marca 2020 roku nakładem wytwórni muzycznej Byelobog Production.

## Lista utworów
CD 1
| Nr  | Tytuł utworu              | Długość |
| --- | ------------------------- | ------- |
| 1.  | „The Sacred Well”         | 2:57    |
| 2.  | „The Loss Of A Hero”      | 0:55    |
| 3.  | „ForeBears”               | 4:04    |
| 4.  | „A Thulêan Perspective”   | 4:03    |
| 5.  | „Gathering Of Herbs”      | 1:15    |
| 6.  | „Heill Auk Sæll”          | 3:39    |
| 7.  | „Jötunnheimr”             | 1:49    |
| 8.  | „Spell-Lake Forest”       | 1:08    |
| 9.  | „The Ettin Stone Heart”   | 1:17    |
| 10. | „The Great Sleep”         | 1:30    |
| 11. | „The Land Of Thulê”       | 2:15    |
| 12. | „The Lord Of The Dwarves” | 5:16    |
| 13. | „A Forgotten Realm”       | 7:26    |
| 14. | „Heill Óðinn, Sire”       | 1:19    |
| 15. | „The Ruins Of Dwarfmount” | 1:32    |
| 16. | „The Road To Hel”         | 7:45    |
| 17. | „Thulêan Sorcery”         | 2:12    |
|     |                           | 50:22   |

CD 2
| Nr | Tytuł utworu             | Długość |
| -- | ------------------------ | ------- |
| 1. | „Descent Into Niflheimr” | 1:43    |
| 2. | „Skin Traveller”         | 4:37    |
| 3. | „The Dream Land”         | 8:45    |
| 4. | „Thulêan Mysteries”      | 4:24    |
| 5. | „The Password”           | 15:14   |
| 6. | „The Loss Of Thulê”      | 5:04    |
|    |                          | 39:47   |